# Quaycentre
Der Quaycentre, ehemals State Sports Centre, ist eine Sporthalle im Olympic Park der australischen Stadt Sydney.

## Geschichte
Mit dem Bau des Quaycentre wurde 1981 begonnen, ehe es im November 1984 fertiggestellt wurde. Es war viele Jahre lang die Heimspielstätte verschiedener Profibasketballklubs aus Sydney und wurde während der Olympischen Sommerspiele 2000 als Wettkampfstätte für die Tischtennis- und Taekwondo-Wettbewerbe genutzt. Dafür wurde die Kapazität vorübergehend von 3854 Sitzplätzen auf 5000 Sitzplätze erhöht.
Zwischen 2008 und 2019 war die Halle auch Heimspielstätte zweier Netballvereine. Im Jahr 2009 wurde die Basketball-Ozeanienmeisterschaft unter anderem im Quaycentre ausgetragen. Zudem fanden 2014 und 2015 ein Event der BWF Super Series im Quaycentre statt.